# Месенија (округ)
Округ Месенија или Месинија је округ у периферији Пелопонез и историјској покрајини Пелопонез у југозападном делу Грчке. Управно средиште округа је град Каламата. Важан је и град Кипарисија.
Округ Аркадија је успостављен 2011. године на месту некадашње префектуре, која је имала исти назив, обухват и границе.

## Порекло имена
Назив округа недвосмислено упућује на старогрчки полис Месенију, који је био значаја у току историје старе Грчке.

## Природне одлике
Округ Месенија заузима југозапад Пелопонеза и налази се на југозападном крају целокупног грчког копна. Са југа и запада округ је окружен Јонским морем. Са севера се округ Месенија граничи са округом Илија, са североистока са округом Аркадија и са истока са округом Лаконија. 25 km западно од западне обале Месеније налзи се острво и округ Закинтос.
Месенија је изразито приморска област, јер са запада дугом обалом излази на отворено море, док је са југа Месенијски залив, као његов део. Између ових делова налази се полуострво Мореја, чији је назив много познатији у историји. Унутрашњост округа је брдско-планинска у свом већем делу. Најпознатија планина је на северу је Номија (1.800 m. н. в.). На југу је важна планина Матија (1.000 m. н. в.), а на истоку горостасни Тајгетус (2.400 m. н. в.). Плодна приморска равница налази се на врху Месенијског залива, где живи највећи део становништва и где се налази највеће насеље оркуга, град Каламата.
Клима у округу Месенија је у приморским деловима средоземна, док у вишем планинском делу префектуре оштрија и ближа континенталној клими.

## Историја
Област Месеније била је једна од важних у доба старе Грчке. Претходно је била у саставу Микенске цивилизације, да би је потом населили Дорци. У Хомерово доба она је постала део Спарте, у време легендарног Менелаја. Неколико устанака против завојевача није успело, па је тиме Месенија постала прво подручје под заузећем Спартанаца и делила је њену судбину током следећих векова. Мањи значај Месенија заузима у следећим епохама: у хеленистичко доба, затим доба старог Рима и Византије. У 13. веку освајају је Крсташи, да би средином 15. века дато подручје постало део отоманског царства. Под њима ће остати до савременог доба, осим неких делова приморја, који ће бити у пар краћих раздобља под управом Млечана.
1821. године ово подручје било је једно од првих која су узела учешће у Грчком Устанку, а у омањем заливу Наварин на југозападу области одиграла се чувена Битка код Наварина 1827. године. Одмах по успостављању државе Грчке образована је и префектура Месенија. Подручје се убрзо почело нагло развијати. И поред тога током 20. века сеоско подручје Месеније је било исељеничко са наглим смањењем становништва услед и даље тешких животних услова. Са друге стране градско подручје Каламате расло је великом брзином, што је довело до великих тешкоћа у развоју града. Последњих деценија некдашња префектура, а данас округ се нашао у нешто бољем положају, пре свега захваљујући изградњи савременог ауто-пута ка Атини и развоју туризма. Са друге стране округ је био и једна од најтеже погођених прилично бројним шумским пожарима током протеклих 2 деценије. Такође, 1967. године снажан земљотрес је погодио север округа.

## Становништво
По последњим проценама из 2005. године округ Месенија је имао око 180.000 становника, од чега свега 1/3 живи у седишту округа, граду Каламати. Последњих деценија број становника расте:
- 1991. г. - 167.292 становника.
- 2001. г. - 172.875 становника.

Етнички састав: Главно становништво округа су Грци, а званично признатих историјских мањина нема. И поред тога у округу живи заједница Рома.
Густина насељености је око 60 ст./км², што је осетно мање од просека Грчке (око 80 ст./км²), али више од већине округа на Пелопонезу. Подручје око Каламате је значајно гушће насељено, док је удаљеније планинско подручје на истоку готово пусто.

## Управна подела и насеља
Округ Месенија се дели на 6 општина:
1. Западни Мани
2. Ихалија
3. Каламата
4. Месене
5. Пилос–Несторас
6. Трифилија

Каламата је седиште округа и највећи град. Поре тога, велики град (> 10.000 ст.) у округу је и Кипарисија.

## Привреда
Округ Месенија спада у средње развијене округе у Грчкој. Омања индустрија развијена је у градовима. Приморска насеље су туристички посећена, док је у унутрашњости највише развијено сточарство.